# Berlin-Totale: Mulackstraße
Berlin-Totale: Mulackstraße ist ein Dokumentarfilm der Staatlichen Filmdokumentation beim Staatlichen Filmarchiv der DDR von Veronika Otten aus dem Jahr 1979.

## Handlung
Die ersten Blicke der Kamera in die Mulackstraße treffen auf eine junge Frau, die an einem eingezäunten Grundstück entlanggeht und auf drei Kinder auf der anderen Straßenseite, von denen sich jeder gerade in einem Eisladen eine große Waffel mit Eis geholt hat. Eine Frau geht mit ihrem Hund spazieren und durch eine der vielen Baulücken ist der Berliner Fernsehturm zu sehen. Die einst dichtbebaute Straße besteht aus vielen eingezäunten Grundstücken, wo bis zur Bombardierung Berlins im Zweiten Weltkrieg einst auch Häuser standen, deren Umrisse man auch an den Brandmauern der noch stehenden Häuser erkennen kann. Aus einem Fenster im oberen Stockwerk eines Hauses, an dem der Putz völlig beschädigt ist, schaut eine ältere Frau auf die Straße, während auf anderen Außenfensterbänken bepflanzte Blumenkästen stehen, um das triste Bild etwas aufzuhellen. Ehemalige Geschäfte, wie ein Obst und Gemüseladen im jetzt zugemauerten Souterrain und ein Geschäft für Molkereiprodukte, sind nur durch die noch zu lesenden Beschriftungen zu erahnen, die völlig desolaten Fassaden der Häuser, ziehen sich fast durch die gesamte Mulackstraße hin. Auffällig ist jedoch, dass auf der Straße mehr Autos parken, als das in einem Film über die Steinstraße aus dem Jahr 1976 zu sehen war. Als kleine Oase kann man das Grundstück eines ehemaligen Eckhauses bezeichnen, wo ein paar Bänke und einige Bäume zum Verweilen einladen, was auch genutzt wird.
Besonders schlimm ist der Zustand der Hinterhöfe, wie am Beispiel des Hauses Nummer 22 gezeigt wird, dessen emaillierte Hausnummer bereits fast bis zur Unkenntlichkeit verrostet ist. Von Putz kann hier überhaupt nicht mehr die Rede sein Die Türen zu den Kellereingängen rotten vor sich hin und sehen aus, als ob sie Jahren nicht bewegt wurden, ein Schuppen auf den Hof steht kurz vor dem Zusammenbruch. Und doch ist ein großer Teil der Wohnungen bewohnt, wenn auch nicht alle, was man an den defekten Fenstern erkennen kann. Eine Kellertreppe sieht aus, als wäre sie seit Jahren nicht benutzt worden, aus mehreren Rissen im Betonfußboden wachsen bereits kleine Bäume heraus.

## Produktion und Aufführungen
Dieser Film wurde durch die Staatliche Filmdokumentation am Filmarchiv der DDR mut dem Reihentitel  Berlin-Totale. Ein Filmdokument der Staatlichen Filmdokumentation. III. Lebens- und Wohnverhältnisse. 2. Altbaugebiet Berlin-Mitte. Mulackstraße gedreht. Er war schwarzweiß im 16-mm-Format und   nicht für eine öffentliche Aufführung vorgesehen.
2019 wurde er zusammen mit einigen weiteren Filmen aus dieser Reihe im Zeughauskino Berlin gezeigt, nachdem diese vor einigen Jahren wiederentdeckt worden waren.